# Georges Blanc (rugby)
Pour les articles homonymes, voir Georges Blanc (homonymie) et Blanc (homonymie).

a Compétitions nationales et continentales officielles uniquement.

b Matchs officiels uniquement.
Georges Blanc, né le 11 février 1908 à Arcachon et mort le 20 janvier 1984 à Bayonne est un joueur français de rugby à XV et de rugby à XIII évoluant au poste de pilier.
Issu d'une famille de pêcheurs du bassin d'Arcachon, Georges Blanc s'adonne à plusieurs sports avec réussite. Champion de France d'aviron en 1929 à Toulon, il pratique avec réussite le rugby à XV au sein des clubs de Capbreton et de Tyrosse avant de rejoindre une sélection mise en place par Jean Galia en 1934 appelée « les Pionniers » qui donne naissance au rugby à XIII en France en débutant par une tournée britannique. Georges Blanc est au cours de cette tournée le premier Français de l'histoire à marquer un essai en rugby à XIII contre le club de Wigan le 10 mars 1934 et prend part à la première rencontre officielle de l'équipe de France de rugby à XIII le 15 avril 1934 contre l'Angleterre. En club, il rejoint Côte basque prenant part aux première éditions du Championnat de France et remportant la Coupe de France en 1936 aux côtés d'André Cussac, Thomas Parker, Sylvain Claverie-Barbe et André Rousse.

## Biographie
Jean Blanc, originaire de Gujan-Mestras, épouse à Audenge Marguerite Sentout, et tous deux mettent au monde sept enfants. Georges Blanc naît le 11 février 1908 à Arcachon. Ses frères se nomment Arnaud, Raphaël et Jean, ses sœurs Henriette, Jeanne et Alice. Au côté de sa carrière sportive, il exerce le métier de marin.

### Carrière en rugby à XV
Georges Blanc pratique avec réussite le rugby à XV au sein des clubs de Capbreton et de Tyrosse avant 1934.

### Débuts en rugby à XIII au sein des Pionniers

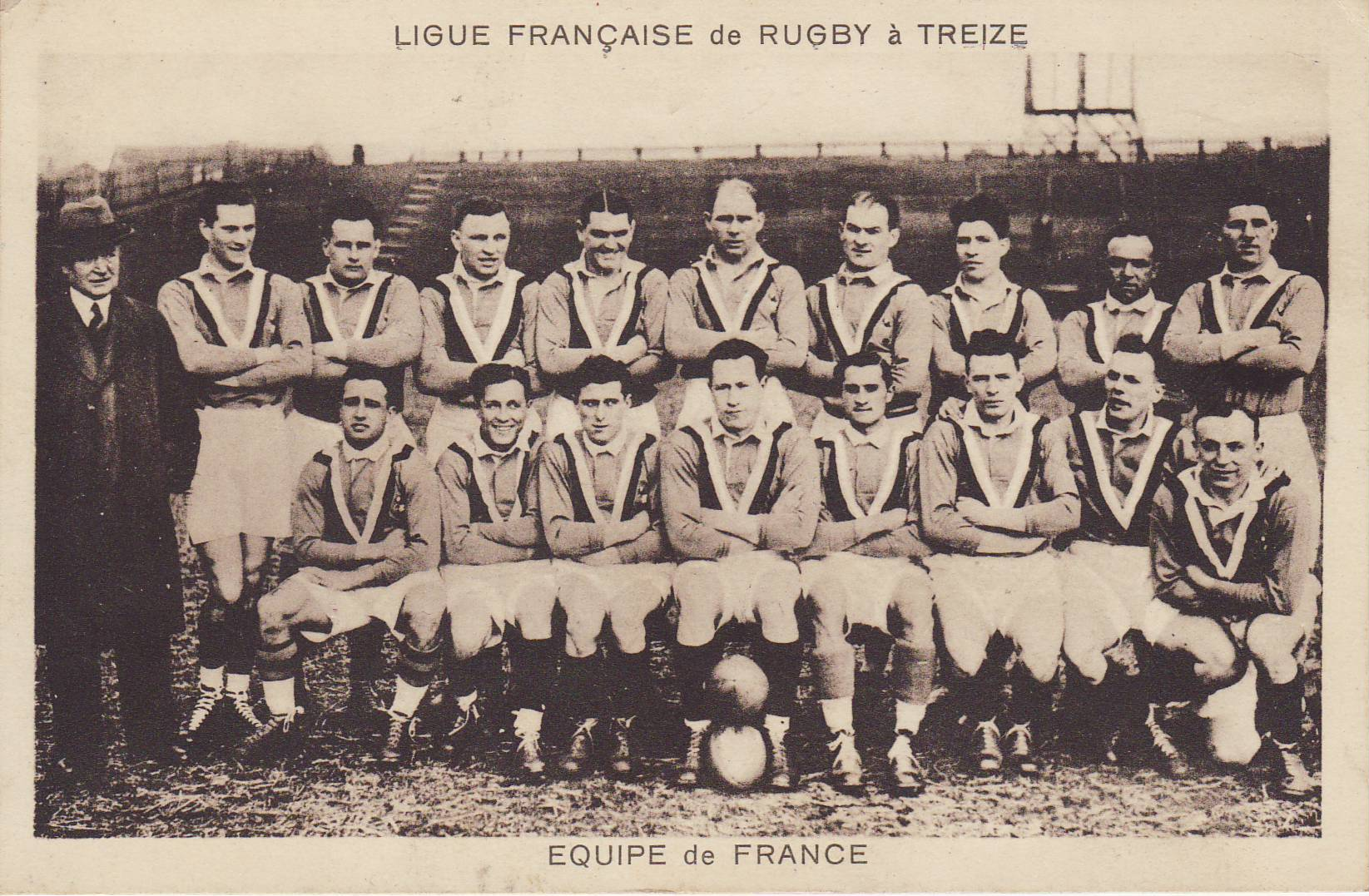
Photo des Pionniers en 1934. Georges Blanc est le premier en haut à droite

En 1934, le rugby à XV français est en proie à l'amateurisme marron désignant le fait de rémunérer illégalement un sportif officiellement amateur. Georges Blanc déclare en mars 1934, à l'instar de nombreux joueurs du Championnat de France de rugby à XV, toucher la somme de 250 francs par match de Championnat. Cette révélation, non isolée et clamée par d'autres joueurs, est pourtant vigoureusement démentie par le président de l'US Tyrossais, François Ducourneau, qui toutefois s'oppose à toute mutation de Georges Blanc dans un autre club de rugby à XV. Ce dernier décide alors de quitter tout simplement le rugby à XV et de rejoindre l'appel de Jean Galia pour donner naissance au rugby à XIII en France en constituant une sélection qui effectuerait une tournée au Royaume-Uni. La Fédération française de rugby à XV décide de son côté de radier définitivement de ses contrôles Georges Blanc à l'instar de tous les joueurs décidant de passer au rugby à XIII.
Georges Blanc fait donc partie de cette sélection de dix-sept joueurs emmenée par Galia et composée par de nombreux anciens internationaux français de rugby à XV tels que Jean Duhau, Robert Samatan, Maurice Porra, Charles Petit, Antonin Barbazanges et Léopold Fabre, qui ont tous affirmé la mise en place de cet amateurisme marron. Cette tournée en mars 1934 permet à cette sélection de disputer six rencontres contre des clubs anglais ou des sélections régionales anglaises de rugby à XIII. Le 10 mars 1934, la sélection, appelée plus tard « les Pionniers », est opposée à Wigan pour le premier match de cette tournée où Georges Blanc s'illustre sur un débordement de Laurent Lambert en marquant le premier essai de l'histoire du rugby à XIII français, et en ajoutant un second essai au cours de ce match sur une transmission de Galia. Il dispute au cours de cette tournée deux autres rencontres contre une sélection de la Rugby League et Salford dans des conditions météorologiques compliquées n'empêchant pas toutefois le succès de cette tournée et l'enthousiasme des Anglais, notamment du Nord de l'Angleterre, de voir le rugby à XIII naître en France.
Composition de l'équipe de France :
De retour d'Angleterre, George Blanc et la sélection française prépare le premier match officiel de l'équipe de France de rugby à XIII contre l'Angleterre au stade Buffalo. Il compose la première ligne d'avants avec à ses côtés Maurice Porra et Charles Petit. Bien que battue 21-32, l'équipe de France de rugby à XIII sut séduire le public et la presse qui relaie largement l'évènement, l'Auto appela ce code de rugby le « rugby révolutionnaire » dans son édition du 16 avril 1934.

### Incorporation au Côte basque
Associant cette tournée et cette rencontre contre l'Angleterre inaugurant officiellement l'existence du rugby à XIII en France, une fédération française de rugby à XIII se met en place début avril 1934 et s'organise pour la création d'un Championnat de France. Il est rapidement émis l'idée de la création d'un club réunissant les villes de Bayonne et de Biarritz sous le nom de « Côte basque 13 » sous l'impulsion du docteur Dejeant. Elle prend forme durant l'été 1934 et le premier entraînement se fait sous la direction des internationaux François Nouel et Georges Blanc, tous deux membres des Pionniers. L'équipe sera rejointe au cours de la saison par André Cussac, international français de rugby à XV. Georges Blanc y est un titulaire indiscutable au sein de club et prend part à tous les premiers succès de ce club.
Composition de Côte basque  :
Il y remporte notamment la Coupe de France en 1936 aux côtés d'André Cussac, Sylvain Claverie-Barbe et André Rousse après avoir battu le Celtic de Paris, Lyon-Villeurbanne et Roanne pour s'imposer en finale contre Villeneuve-sur-Lot de Galia, Marius Guiral, Max Rousié et Maurice Brunetaud. L'équipe est alors entraînée par Tommy Parker, international gallois de rugby à XIII et vainqueur du championnat d'Angleterre avec Wigan en 1926.

## Palmarès
- Collectif : 
  - Vainqueur de la Coupe de France : 1936 (Côte basque).

### En club
| Saison    | Saison      | Championnat           | Championnat | Championnat | Championnat | Championnat | Championnat | Championnat |
| Saison    | Saison      | Compétition           | M           | Pts         | Ess.        | Buts        | Dp.         |             |
| --------- | ----------- | --------------------- | ----------- | ----------- | ----------- | ----------- | ----------- | ----------- |
| 1934-1935 | Côte basque | Championnat de France | ?           | -           | -           | -           | -           |             |
| 1935-1936 | Côte basque | Championnat de France | ?           | -           | -           | -           | -           |             |
| 1936-1937 | Côte basque | Championnat de France | ?           | -           | -           | -           | -           |             |

## Détails en sélection officielle
| 1. | 15 avril 1934 | Angleterre | 21-32 | Test-match | Pilier | - | - | - | - |

## Détails en sélection non-officielle
| 1. | 10 mars 1934 | Wigan                        | 27-30 | Amical | Pilier | 6 | 2 | - | - |
| 2. | 17 mars 1934 | Sélection de la Rugby League | 16-32 | Amical | Pilier | - | - | - | - |
| 3. | 26 mars 1934 | Salford                      | 15-35 | Amical | Pilier | - | - | - | - |

### Autres références
1. 1 2 3 4  Exposition Georges Blanc, cotesud-histoire.com, consulté le 7 juin 2020.
2. 1 2 3  Wigan bat l'équipe française par 30 points à 27, L'Auto, p.4, le 11 mars 1934.
3. ↑  De nouvelles révélations sur l'amateurisme marron, La Petite Gironde, p.4, le 5 mars 1934.
4. ↑  M. François Ducourneau dément que Blanc ait touché 250 fr. par match, L'Auto, p.6, le 9 mars 1934.
5. ↑  Les « treize » radiés, Paris-Soir, le 19 mars 1934.
6. ↑  Côte basque-13, La Gazette de Biarritz-Bayonne et Saint-Jean-de-Luz, p.2, le 16 août 1934.